# (13476) 1974 QF
(13476) 1974 QF est un astéroïde de la ceinture principale découvert en 1974.

## Description
(13476) 1974 QF a été découvert le 16 août 1974 au Complejo Astronómico El Leoncito, un observatoire astronomique professionnel argentin, situé sur les contreforts orientaux de la cordillère des Andes, par l'Observatoire Félix-Aguilar.

### Caractéristiques orbitales
L'orbite de cet astéroïde est caractérisée par un demi-grand axe de 2,28 UA, un périhélie de 1,80 UA, une excentricité de 0,21 et une inclinaison de 2,30° par rapport à l'écliptique. Du fait de ces caractéristiques, à savoir un demi-grand axe compris entre 2 et 3,2 UA et un périhélie supérieur à 1,666 UA, il est classé, selon la JPL Small-Body Database, comme objet de la ceinture principale.

### Caractéristiques physiques
(13476) 1974 QF a une magnitude absolue (H) de 15,1 et un albédo estimé à 0,133.